# مستر ناتوارلال (فلم هندي 1979)
مستر ناتوارلال (بالهندية: मिस्टर नटवरलाल) (بالإنجليزية: Mr. Natwarlal) هو فيلم كوميدي هندي عام 1979 من إنتاج توني جلااد (باسم "توني") وإخراج راكيش كومار. الفيلم من بطولة أميتاب باتشان، ريكا، أجيت، قادر خان، أمجد خان والموسيقى من تأليف راجيش روشان والأغاني من تأليف أناند باكشي. كان أبرز ما في الفيلم أغنية للأطفال غناها أميتاب باتشان. قرر توني جلايد أن يجعلهم كاتبي الفيلم. تم تصوير الفيلم في كشمير وتم تصوير معظم المشاهد في بيرواه، جامو وكشمير

## القصة
ناتوار فتى صغير، عندما يتم توريط شقيقه الأكبر المحبوب ووصيه، ضابط الشرطة جيردهاريللال، في قضية رشوة من قبل العقل المدبر الإجرامي الشرير فيكرام. عندما يكبر، يخلق ناتوار هوية سرية لنفسه، متنكراً في هيئة شخصية قوية وغامضة في عالم الجريمة تُدعى السيد ناتوارلال، عازماً على الانتقام ببطء ولكن بثبات من فيكرام. لا يفهم جيردهاريللال دوافعه ويتطور لديه ضغينة ضده.
يعلم ناتوار من ميكي، شخصية سيئة السمعة في عالم الجريمة وحليف فيكرام السابق، والذي يتظاهر بأنه رجل محترق، أن فيكرام موجود في قرية تسمى شاندانبور ويريد عقداً من الألماس، وهو في حوزة فاكيرشاند، أحد حلفاء ميكي.  يسرق ناتوار القلادة، دون علم كل الحاضرين هناك، ويغادر إلى تشاندانبور، بعد الاعتذار لجيردهريلال النائم عن المشاكل التي تسبب فيها له. وفي الوقت نفسه، يتبين أن ميكي يريد أيضًا الانتقام من فيكرام لخيانته له. ويكشف أن فيكرام يرهب القرويين باستخدام نمر. يصل ناتوار إلى تشاندانبور، متنكرًا في هيئة أفتار سينغ، الصياد الذي قتله فيكرام بالفعل، دون علم الجميع.

## بطولة
- أميتاب باتشان بدور ناتوارلال
- ريخا بدور شانو
- أجيت خان بدور المفتش جيرداريلال
- إندراني موخيرجي
- قادر خان بدور مخيا / بابا
- أمجد خان بدور فيكرام سينغ
- ساتين كابو بدور ميكي
- يونس بارفيز بدور سيث فكيرشاند
- افتخار
- مولشاند بدور سيث دارامداس
- جورباتشان سينغ

## روابط خارجية
- مقالات تستعمل روابط فنية بلا صلة مع ويكي بيانات